# Nešika
Nešika (v anglickém originále Awkward) je americký komediální seriál, vytvořený Lauren Lungerich pro televizní stanici MTV. Seriál sleduje příběh dospívající Jenny Hamilton (Ashley Rickards z Palos Verdes v Kalifornie. Její život se začíná měnit po jedné trapné nehodě, o které si všichni myslí, že to byl pokus o sebevraždu.
Seriál měl premiéru 19. července 2011 na stanici MTV. Druhá série byla objednána 24. srpna 2011 a svojí premiéru měla 28. června 2012. Nešika oficiálně získal třetí sezonu s objednávkou na 20 epizod 25. července 2012 a první epizoda byla vysílána 16. dubna 2013. 26. června 2013 byla oznámeno, že tvůrce seriálu Lauren Lungerich show opouští. Zbytek seriál se začal vysílat 22. října 2013. Seriál získal čtvrtou sérii 5. srpna 2013 a měl premiéru 15. dubna 2014 s novými tvůrci Chrisem Alberghinim a Mikem Chesslerem. 8. října 2014 byla objednána pátá a poslední série. Poslední díly seriálu byl odvysílán 24. května 2016.

## Děj
Sociální odpadlík Jenna Hamilton má nehodu, která vypadá jako pokus o sebevraždu. Tím se začíná její život měnit a začíná přijímat své neštěstí. Díky svému veřejnému blogu, na kterém řeší trable s chlapci, se stává populárnější mezi svými vrstevníky.

## Obsazení

### Hlavní role
| Herec/čka         | Postava                  | Dabing            |
| ----------------- | ------------------------ | ----------------- |
| Ashley Rickards   | Jenna Hamilton           | Kristýna Valová   |
| Beau Mirchoff     | Matthew "Matty" McKibben | Petr Neskusil     |
| Nikky DeLoach     | Lacey Hamilton           | Petra Tišnovská   |
| Jillian Rose Reed | Tamara "T" Kaplan        | Terezie Taberyová |
| Brett Davern      | Jake Rosati              | Oldřich Hajlich   |
| Molly Tarlov      | Sadie Saxton             | Klára Šumanová    |
| Desi Lydic        | Valerie Marks            | Ivana Měříčková   |
| Greer Grammer     | Lisa Miller              | Anna Suchánková   |
| Jessica Lu        | Ming Huang               | Anežka Pohorská   |

### Vedlejší role
| Herec/čka            | Postava                   | Dabing          |
| -------------------- | ------------------------- | --------------- |
| Mike Faiola          | Kevin Hamilton            | Petr Gelnar     |
| Wesam Keesh          | Kyle                      |                 |
| Barret Swatek        | teta Ally                 | René Slováčková |
| Kelly Sry            | Fred Wu                   |                 |
| Shane Harper         | Austin Welch              |                 |
| Elizabeth Whitson    | Eva Mansfield/Amber Horne |                 |
| Evan Crooks          | Theo                      |                 |
| Monty Geer           | Cole                      |                 |
| Jessika Van          | Becca                     |                 |
| Nolan Gerard Funk    | Collin Jennings           |                 |
| Matthew Fahey        | Ricky Schwartz            | Michal Holán    |
| Joey Haro            | Clark Stevenson           |                 |
| McKaley Miller       | Bailey Parker             |                 |
| Anthony Michael Hall | Pan Hart                  |                 |
| Erinn Westbrook      | Gabby                     |                 |

## Nominace a ocenění
| Rok  | Ocenění                           | Kategorie                                                      | Oceněný           | Výsledek          |
| ---- | --------------------------------- | -------------------------------------------------------------- | ----------------- | ----------------- |
| 2012 | Young Artist Award                | Nejlepší vystoupení v TV seriálu - žena - hlavní role          | Jillian Rose Reed | nominace          |
| 2012 | Young Artist Award                | Nejlepší vystoupení v TV seriálu - herec 17-21 - vedlejší role | Matthew Fahey     | nominace          |
| 2012 | Critics' Choice Television Awards | Nejlepší komediální herečka                                    | Ashley Rickards   | nominace          |
| 2012 | Teen Choice Awards                | Letní televizní hvězda: žena                                   | Ashley Rickards   | nominace          |
| 2012 | Teen Choice Awards                | Televizní průlomová hvězda: muž                                | Beau Mirchoff     | vítězství         |
| 2013 | People's Choice Awards            | Nejlepší kabelový komediální seriál                            | Nešika            | vítězství         |
| 2013 | Young Artist Award                | Nejlepší vystoupení v TV seriálu - herec 11-13 - host          | Robbie Tucker     | nominace          |
| 2014 | Young Hollywood Awards            | Bingeworthy televizní show                                     | Awkward           | dosud nevyhlášeno |